# Amitiés sincères (film)
Pour les articles homonymes, voir Amitiés sincères.
Pour plus de détails, voir Fiche technique et Distribution.
Amitiés sincères est une comédie dramatique française écrite et réalisée par Stéphan Archinard et François Prévôt-Leygonie, sortie en 2013, adaptée de leur pièce de théâtre homonyme.

## Synopsis
Paul, Walter et Jacques sont trois grands amis quinquagénaires aux caractères très différents. Jacques est un grand intellectuel homosexuel et libraire parisien, Walter, patron du grand restaurant Les trois zèbres, est un malotru fort en gueule et intolérant qui brigue une troisième étoile au Guide Michelin, et Paul est un écrivain en panne d'inspiration. Les trois amis se retrouvent régulièrement à la librairie de Jacques pour partager un repas et une excellente bouteille. Walter Orsini, en père paternaliste et possessif, surprotège sa fille Clémence de 20 ans qu'il élève seul après son divorce, et invente des subterfuges pour qu'elle ne prenne pas son indépendance. Walter, affecté par un mensonge de son propre père, a juré de ne jamais mentir de sa vie à personne.
Clémence tombe amoureuse de Paul malgré les 30 ans qui les séparent. Celui-ci, après un bref refus, cède à son tour à l'amour, car elle a réveillé en lui l'inspiration littéraire. Peu à peu, tout le monde apprend et accepte cette liaison singulière. Mais Clémence et Paul, anxieux de la réaction que cela pourrait susciter chez Walter, retardent le jour de l'annonce de leur amour. Le mensonge, tant honni par Walter — jamais prêt à entendre la vérité —, s'installe pourtant entre tous. L'amitié sincère de trente ans qui règne entre les trois amis pourra-t-elle résister à cette épreuve ?

## Fiche technique
Sauf indication contraire, les informations mentionnées dans cette section peuvent être confirmées par la base de données cinématographiques IMDb,  présente dans la section « Liens externes ».
- Titre original : Amitiés sincères
- Réalisation : Stéphan Archinard et François Prévôt-Leygonie
- Scénario : Stéphan Archinard et François Prévôt-Leygonie et Marie-Pierre Huster, d'après la pièce de théâtre éponyme
- Décors : Jean-Luc Raoul
- Costumes : Martine Rapin
- Photographie : Stéphan Massis
- Son : Marc-Antoine Beldent et Matthieu Bricout
- Montage : Reynald Bertrand
- Musique : Côme Aguiar
- Supervision musicale : Jeff Génrie et Hubert Cornet (Gloria)
- Production : Wassim Béji
- Société de production : WY Productions
- Société de distribution : SND
- Pays d'origine :  France
- Langue originale : français
- Format : couleur
- Genre : comédie dramatique
- Durée : 104 minutes
- Date de sortie : 
  -  Belgique,  France : 30 janvier 2013
  -  Suisse : 6 février 2013[1]

## Distribution
- Gérard Lanvin : Walter Orsini
- Jean-Hugues Anglade : Paul, l'écrivain
- Wladimir Yordanoff : Jacques Boretty
- Ana Girardot : Clémence Orsini
- Zabou Breitman : Stéphanie
- Natacha Lindinger : Béatrice
- Aladin Reibel : Pierre Burel
- Jean-Pierre Lorit : Philippe Valette
- Jean-François Stévenin : Vincent Brassac
- Alexia Barlier : Isabelle
- François Briault : Laurent
- Maud Brethenoux : Léa
- Nicolas Herman : Cyrille, le sommelier
- Michaël Abiteboul : François, le chef cuisinier
- Maud Jurez : Sarah
- Arnaud Viard : Régis

## Production

### Préproduction

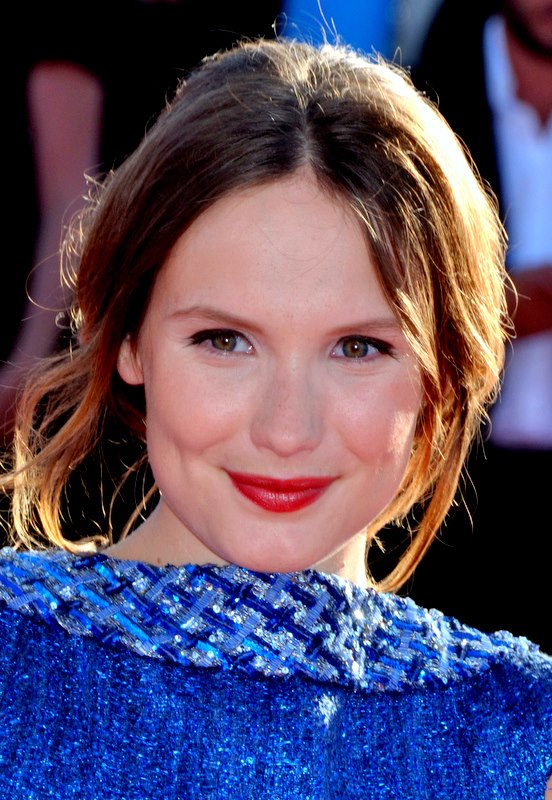
L'actrice Ana Girardot au Festival de Deauville 2012.

Amitiés sincères est avant tout le titre de la pièce de théâtre, alors écrite et mise en scène par les mêmes scénaristes-réalisateurs du film Stéphan Archinard et François Prévôt-Leygonie, ayant lieu au Théâtre Édouard VII à Paris, en 2006, avec les comédiens Michel Leeb, Bernard Murat, Élisa Servier, Sophie Mayer et Bernard Dumaine.
Les scénaristes-réalisateurs ont choisi Gérard Lanvin pour interpréter Walter en raison de « la loyauté qu'il dégage », Jean-Hugues Anglade en Paul grâce à « l’image que ses rôles ont contribué à lui donner » et Wladimir Yordanoff en Jacques parce qu'il « amenait quelque chose de très humain à son rôle ». Quant aux femmes, ils voulaient Zabou Breitman qui avait immédiatement accepté pour le rôle de Stéphanie, l'ex-femme de Walter, et Ana Girardot pour Clémence, la fille de Walter, après que François Prévôt-Leygonie l'a vue jouer dans Simon Werner a disparu... de Fabrice Gobert.

### Tournage
Bien que l'histoire se déroule essentiellement à Paris - très précisément à l'école normale supérieure dans le 5e arrondissement, sur la place Edmond-Rostand dans le 6e arrondissement, dans le 11e arrondissement et au métro Pernety dans le 14e arrondissement -, les extérieurs ont été tournés, entre novembre 2011 et janvier 2012, cinq semaines à La Rochelle, une semaine sur l'Île de Ré en Charente-Maritime pour « avoir une bonne lumière », avant de remonter à la capitale pour le tournage de deux semaines.

### Musique

#### Bande originale
Après avoir composé la musique du film Yves Saint Laurent - Pierre Bergé, l'amour fou, Côme Aguiar signe la musique de film pour Stéphan Archinard et François Prévôt-Leygonie, sous le label SidoMusic. Les cinq titres ne sont disponibles qu'en téléchargement :
| 1.    | Les trois zèbres | 3:15 |
| 2.    | Clémence         | 1:39 |
| 3.    | Allegretto       | 2:18 |
| 4.    | Walter           | 2:42 |
| 5.    | Paul             | 1:11 |
| 11:05 |                  |      |

#### Musiques additionnelles
Sauf indication contraire ou complémentaire, les informations mentionnées dans cette section proviennent du générique de fin de l'œuvre audiovisuelle présentée ici.
En parallèle de la musique de film composée par Côme Aguiar, le chanteur Jean-Louis Aubert interprète pour le générique de fin sa chanson Vingt ans de l'album Live = Vivant.
Autres musiques additionnelles :

## Accueil

### Box-office
Sorti le 30 janvier 2013, selon Le Parisien, le film a dénombré 56 000 entrées en un seul jour, surpassant les 50 000 entrées pour Lincoln de Steven Spielberg. En une semaine, il compte 363 024 entrées et se trouve à la troisième place au-dessous de Django Unchained de Quentin Tarantino avec 2 699 379 entrées depuis trois semaines et de Lincoln, 437 768 entrées depuis une semaine.
| Pays ou région | Box-office      | Date d'arrêt du box-office | Nombre de semaines |
| -------------- | --------------- | -------------------------- | ------------------ |
| France         | 717 692 entrées | 19 février 2013            | 3                  |
| Suisse romande | 2 799 entrées   | 19 février 2013            | 2                  |

## Distinctions

### Récompense
- Coup de cœur du Public au Festival du film du Croisic 2012[11]

### Nominations
- Hublot d'Or de la Meilleure adaptation au Festival du film du Croisic 2012
- Prix Jeune Public de la Meilleure adaptation au Festival du film du Croisic 2012
- Prix Claude Chabrol au Festival du film du Croisic 2012

## Analyse